# Amperea
Amperea, rod višegodišnjih grmova iz porodice mlječikovki kojemu pripada osam endemskih vrsta iz Australije.
Stabljike su uspravne ili leže na tlu, listovi su naizmjenični, ponekad nazubljeni, stipule male.

## Vrste
1. Amperea conferta Benth.
2. Amperea ericoides A.Juss.
3. Amperea micrantha Benth.
4. Amperea protensa Nees
5. Amperea simulans R.J.F.Hend.
6. Amperea spicata Airy Shaw
7. Amperea volubilis F.Muell. ex Benth.
8. Amperea xiphoclada (Sieber ex Spreng.) Druce